# Ƌ
Cette page contient des caractères spéciaux ou non latins. S’ils s’affichent mal (▯, ?, etc.), consultez la page d’aide Unicode.
Ne doit pas être confondu avec B potence.
Ƌ (minuscule ƌ), appelé D potence, est une lettre additionnelle qui était utilisée dans l'écriture du zhuang de 1957 à 1982, du yi de 1956 à 1958, du li en 1957.
La forme de cette lettre est une altération de la lettre D minuscule, similaire à la lettre B potence ‹ Ƃ ›.

## Utilisation
Dans l’alphabet zhuang de 1957, Ƌ représente un consonne occlusive injective alvéolaire (représenté par [ɗ] dans l'alphabet phonétique international). Elle fut remplacée en 1982 par le digramme Nd.
Le D potence a été brièvement utilisé dans l’alphabet mixte de 1956 pour l’écriture du yi. L’alphabet mixte a été adopté lors de la conférence sur la langue yi et son écriture de 1956, et a été accepté par le gouvernement provinciale du Sichuan et la Commission d’État des affaires de nationalités. Il a été utilisé à partir de 1957 dans les écoles, par le gouvernement et l’armée, et a remplacé l’alphabet latin de 1951. À la suite de la publication du pinyin en 1958, l’alphabet mixte est lui aussi remplacé.
L’alphabet li de 1957 a utilisé le D potence mais cet alphabet a été abondonné.

## Représentation informatique
Cette lettre possède les représentations Unicode suivantes :
| formes    | représentations | chaînes de caractères | points de code | descriptions                      |
| --------- | --------------- | --------------------- | -------------- | --------------------------------- |
| capitale  | Ƌ               | Ƌ                     | U+018B         | lettre majuscule latine d potence |
| minuscule | ƌ               | ƌ                     | U+018C         | lettre minuscule latine d potence |